# Вазген I
Вазген I такође Вазген I из Букурешта (рођен Левон Гарабед Балџијан (Լևոն Կարապետ Աբրահամի Պալճյան ; Букурешт, 20. септембар 1908 – Јереван, 18. август 1994)  био је Католик свих Јермена између 1955. и 1994. године, укупно 39 година, 4. најдужа владавина у историји Јерменске апостолске цркве.
Родом из Румуније, каријеру је започео као филозоф, пре него што је постао доктор теологије и члан локалног јерменског свештенства. Вођа хијерархије Јерменске апостолске цркве у Румунији, постао је католикос 1955, преселивши се у Совјетску Јерменију. Вазген I је водио Јерменску цркву током распада Совјетског Савеза и био је први католикос у новој независној Јерменији.

## Биографија
Вазген је рођен у Букурешту у породици која је припадала јерменско-румунској заједници. Отац му је био обућар, а мајка учитељица. Млади Левон Баљиан у почетку се није бавио Црквом као професијом, већ је дипломирао на Факултету за филозофију и књижевност Универзитета у Букурешту. Након дипломирања, постао је филозоф и објавио низ научних чланака.
Како су његова интересовања почела да се померају са филозофије на теологију, Балџијан је студирао јерменску апостолску теологију и божанство у Атини, Грчка. На крају је стекао титулу вардапета, црквени чин за учене проповеднике и учитеље у Јерменској апостолској цркви који је отприлике еквивалентан докторату теологије. Четрдесетих година прошлог века постао је епископ, а потом и арајнорд (вођа) Јерменске апостолске цркве у Румунији.
Његов успон кроз хијерархију Цркве кулминирао је 1955. године када је 30. септембра 1955. године изабран за католикоса свих Јермена, чиме је постао један од најмлађих католикоса у историји Јерменске апостолске цркве. Владао је до своје смрти 1994. године. Године 1965. присуствовао је Конференцији у Адис Абеби, како би ојачао везе са другим мијафизитским црквама. Током свог дугог времена као католикоса, успео је да потврди извесну независност своје цркве у односу на совјетску власт у Јерменској ССР, и доживео је да види враћену верску слободу под националном владом Јерменије 1991. године.
Од тада је био заузет обнављањем древних јерменских цркава и оживљавањем црквених институција. Спасао је известан број црквеног блага оснивањем Музеја Мајке Цркве Алекса Манугијана. Вазген је интензивирао контакте са Јерменском католичком црквом, у циљу поновног уједињења оба крила јерменског хришћанства.
Василиј Гросман је писао да није осетио „ништа фанатично“ у вези са Вазгеном, описујући га као „интелигентног, образованог и световњачког“, при чему је „просвећена световност“ „његов најупечатљивији квалитет“. Утврдио је да он „очигледно није велики човек“ и да је „неупадљив“.
Преминуо је у својој резиденцији у Јеревану 18. августа 1994. године после дуге болести од рака.

## Галерија
- Сусрет Вазгена I и Давида В, Католикоса-патријарха целе Грузије, Јереван, октобар 1972.
- Архитектонска комисија матичне столице Светог Ечмиадзина (1970–1988). Први ред с лева: Вараздат Харутјуњан, Вазген I, К. Алтуњан Други ред с лева: Багдасар Арзуманијан, Х. Бабахањан, Григор Хањијан, А. Галикјан, М. Ховханисјан
- Вазген I на јерменској поштанској марки
- Статуа испред основне школе Вазген I у Ванадзору
- Статуа у парку у Ечмиадзину
- Надгробни споменик Вазгена I

## Награде
- Национални херој Јерменије (28.07.1994) — за изузетне заслуге у очувању и унапређењу националних и духовних вредности
- Орден Црвене заставе рада (19.09.1988) — за мировне активности иу вези са осамдесетогодишњицом његовог рођења
- Орден пријатељства народа (19.09.1978) — за патриотске активности у одбрани мира и у вези са седамдесетогодишњицом рођења
- Орден Знака части (19.09.1968) — за велику патриотску активност у одбрани мира и у вези са шездесетогодишњицом рођења
- Орден звезде Румунске Социјалистичке Републике (1952)
- Златна медаља мира названа по Фредерику Жолио-Кирију (1962) – за велики допринос унапређењу мира
- Златна медаља Совјетског комитета за мир (1968)